# Miasto Doboj
Miasto Doboj (serb. Град Добој / Grad Doboj) – jednostka administracyjna w Bośni i Hercegowinie, w Republice Serbskiej. W 2013 roku liczyła 68 514 mieszkańców.